# München-Marathon

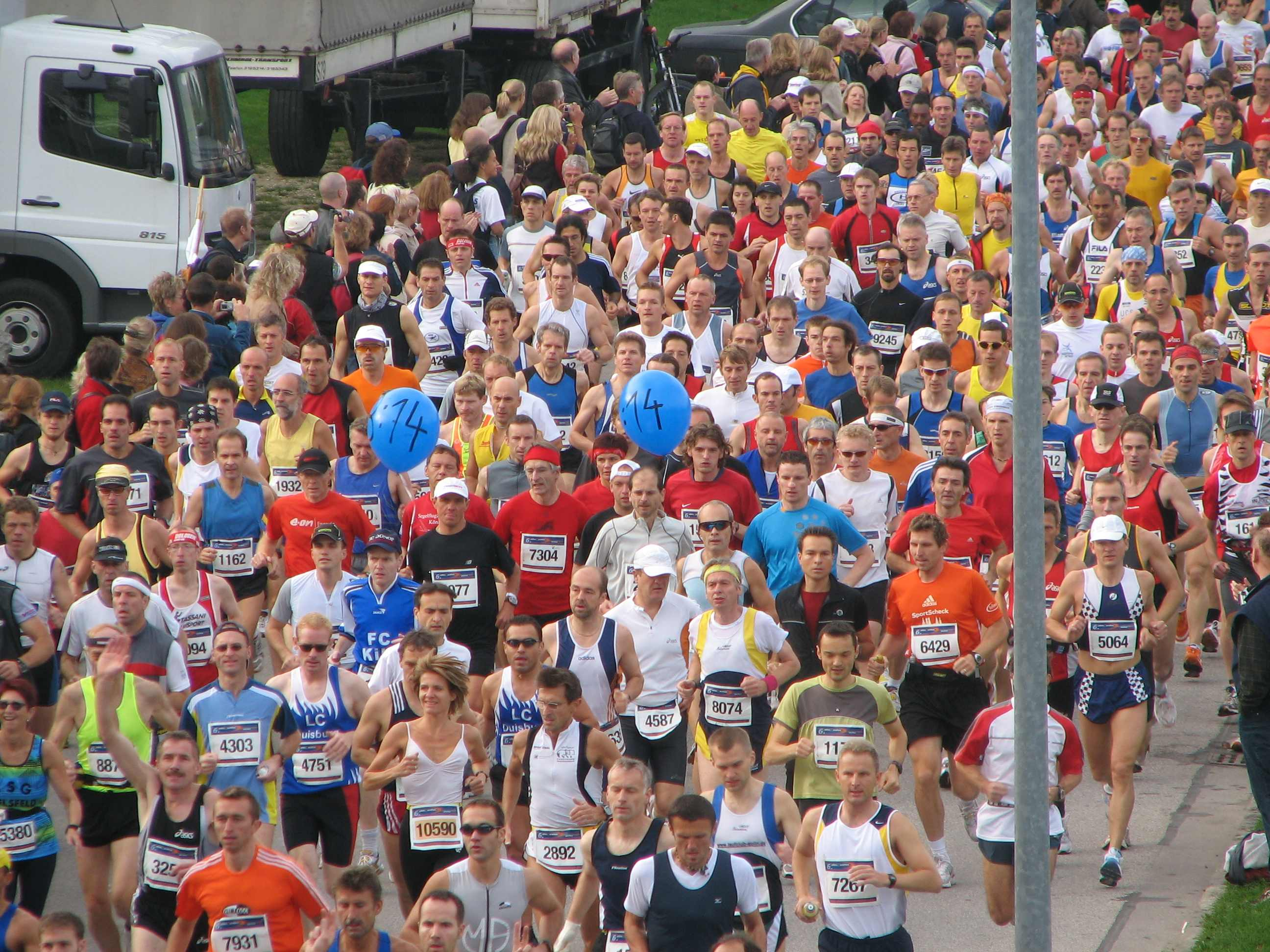
München-Marathon 2005, Startblock A

Der München Marathon (bis 2024; ab 2025 voraussichtlich: Marathon München by Brooks) ist ein Marathon in München, der bei der Neuauflage am 15. Oktober 2000, seit dem Folgejahr immer am zweiten Oktobersonntag ausgetragen wird und seitdem stets zu den fünf teilnehmerstärksten Marathons in Deutschland gehörte. Zur Veranstaltung gehören auch ein 10-km-Lauf (seit 2006), eine Marathon-Staffel (seit 2007) sowie ein Halbmarathon (seit 2010).
Von 2018 bis 2024 hieß die Veranstaltung Generali München Marathon. Titelsponsor war die Generali Versicherungs AG. Ab 2025 soll die Veranstaltung unter dem Namen Marathon München by Brooks von einem neuen Ausrichter organisiert werden.

## Geschichte

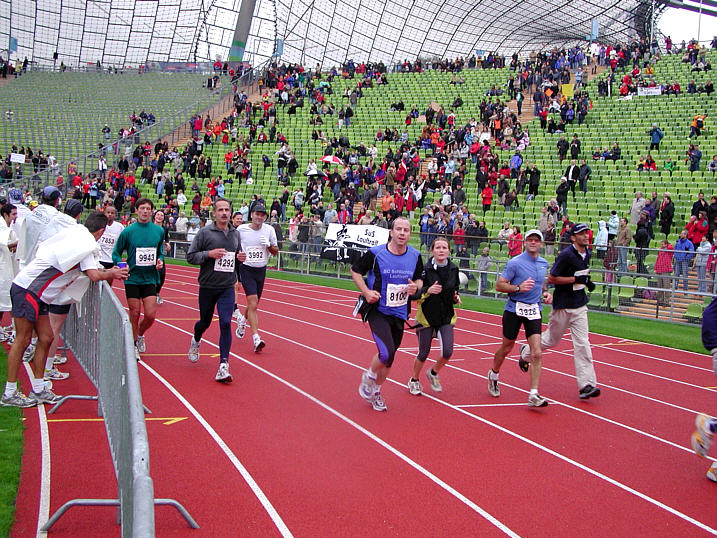
München-Marathon 2004 Zieleinlauf ins Olympiastadion

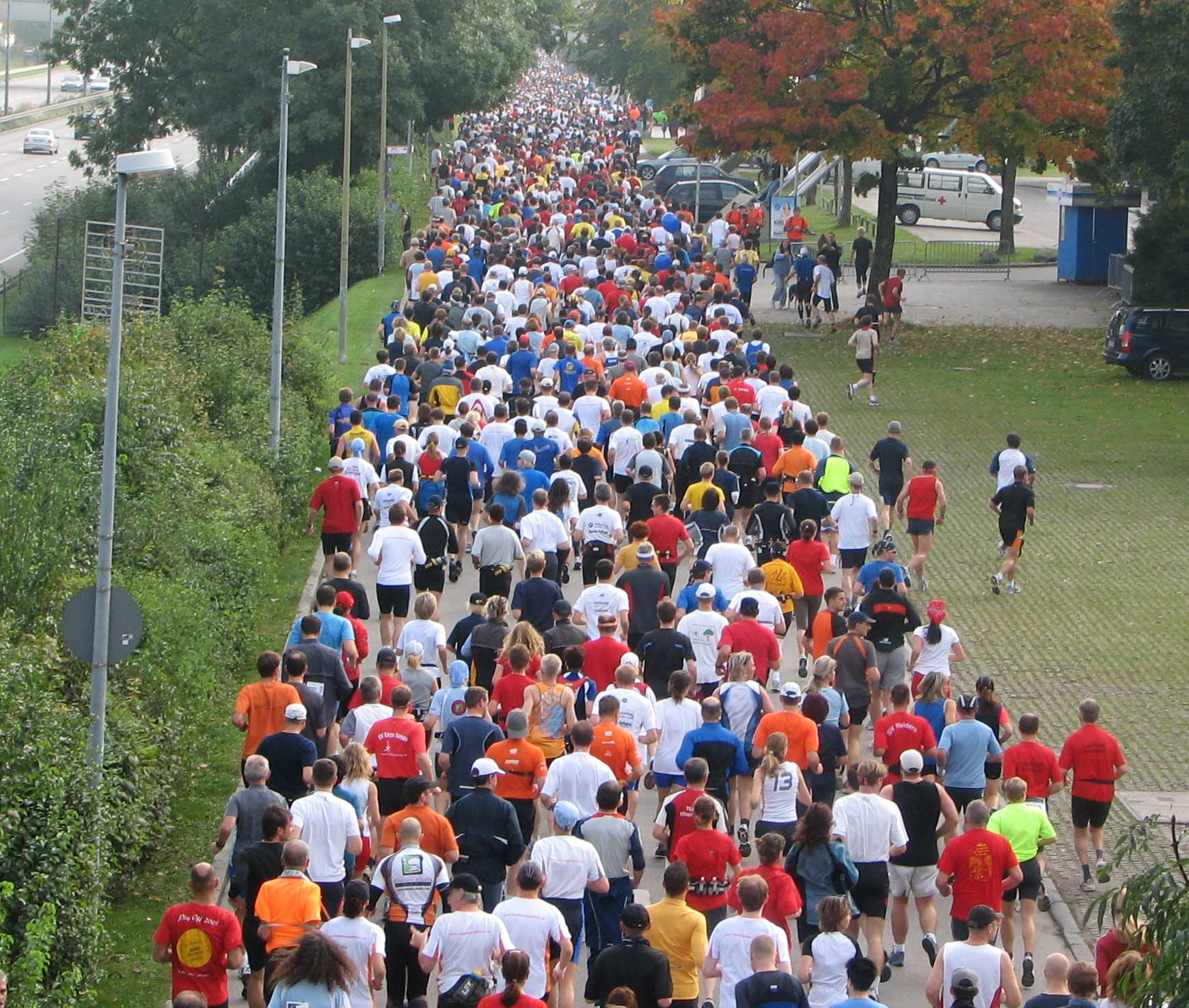
München-Marathon 2005, Startblock B

Bei den Olympischen Spielen 1972 fand der erste Marathon statt, der durch die Straßen von München führte. Start und Ziel des Kurses war im Olympiastadion. Von dort ging es zunächst nach Westen, dann durch den Schlosspark Nymphenburg und am gleichnamigen Schloss vorbei zum Hirschgarten. Die zweite Hälfte passierte das Stadtzentrum, mündete an der Königinstraße in den Englischen Garten ein und kehrte durch Schwabing zum Olympiastadion zurück. Es siegte der US-Amerikaner Frank Shorter in 2:12:20 h.
1977 rief der Verein Jahn München unter seinem Vorsitzenden Alfred Pohlan den Oktoberfest-Marathon ins Leben, der zum ersten Mal am 17. September 1977 auf einer 8-km-Runde zwischen dem Olympiapark und der Regattastrecke Oberschleißheim ausgetragen wurde. Bis 1983 wurde die Veranstaltung fortgeführt. Im selben Jahr wurde der Olympia City Marathon ins Leben gerufen, der vom FVS e. V. organisiert und vom MRRC München ausgerichtet wurde. Der als Stadtmarathon konzipierte Lauf fand erstmals am 8. Mai 1983 statt und etablierte sich schnell als einer der schnellsten und teilnehmerstärksten Marathons in Deutschland.
1985 gab es bei den Frauen einen Doppelsieg von Tochter und Mutter: Es gewann Olivia Grüner vor ihrer Mutter Annemarie. 1989 blieb Herbert Steffny als erster Läufer unter der olympischen Siegerzeit von Shorter. Im Jahr darauf starteten 636 Läufer aus der DDR, denen der Veranstalter die Startgebühren erlassen hatte.
In den 1990er-Jahren führte Missmanagement zu einem Niedergang der Veranstaltung, die eingestellt wurde, nachdem der MRRC 1996 die Zwangsauflösung des FVS beantragt hatte und dessen Präsident Michael Schultz-Tholen Insolvenz anmeldete.
Im Jahr 2000 gab es eine Neuauflage als Medienmarathon, mit Start und Ziel am Zenithgelände und einer Strecke, die durch den Münchner Norden nach Unterföhring verlief. Teil der Veranstaltung war in diesem Jahr ein Wettbewerb für Inline-Speedskater über die Marathondistanz mit insgesamt 763 Teilnehmern, der bei den Männern durch Pascal Briant (1:15:56 h) und bei den Frauen durch Anne Titze (1:19:48 h) gewonnen wurde.
Der Kurs war im ersten Jahr der neuen Veranstaltung noch nicht optimiert, da man keine Genehmigung für eine Streckenführung durch die Innenstadt hatte. Das änderte sich nach dem Erfolg der Premiere, so dass 2001 der Start (an der Werner-von-Linde-Halle) und das Ziel (im Stadion des Zentralen Hochschulsports) wie einst im Olympiapark lagen und die Sehenswürdigkeiten der Innenstadt wieder in die Strecke eingebunden wurden.
Seit 2002 erfolgt der Zieleinlauf, wie auch schon bei der Erstauflage in den 1980er-Jahren, wieder im Olympiastadion. Unter Veranstalter Gernot Weigl wuchs der Medienmarathon bis 2003 zum viertgrößten Wettbewerb in der Disziplin Marathon in Deutschland heran.
Ab 2006 wurde die Veranstaltung wieder unter dem Namen München-Marathon ausgetragen, wobei für die Zählung die als Olympia City Marathon durchgeführten Veranstaltungen berücksichtigt werden. Im selben Jahr wurde die Deutsche Marathon-Meisterschaft im Rahmen des München-Marathons ausgetragen. Ursprünglich war geplant, auch in den beiden Folgejahren die Meisterschaften nach München zu vergeben, dann jedoch entschied der Deutsche Leichtathletik-Verband, sie 2007 beim Gutenberg-Marathon in Mainz stattfinden zu lassen.
Von 2006 bis 2008 gab es eine Kombinationswertung namens München Hero, bei der die Resultate beim München-Triathlon und beim München-Marathon addiert wurden. 2007 entschied man sich, die Strecke im Uhrzeigersinn durch das Stadtgebiet zu führen, wodurch die Passage durch den Englischen Garten in die erste Hälfte der Strecke verlegt wurde.
2010 erreichte in München Christian Hirsch als dritter Läufer weltweit und erster Deutscher mit Down-Syndrom das Ziel eines Marathonlaufes. 2016 wurde die München Marathon GmbH von der „Association of International Marathons and Distance Races“ (AIMS) auf deren Weltkongress für ihre Bemühungen zur Integration von Flüchtlingen mit dem „Social Award“ ausgezeichnet.
Ein Bestandteil des Rahmenprogramms ist der Trachtenlauf mit rund 600 Teilnehmern, welcher erstmals im Jahr 2010 auf der Strecke vom Olympiapark zum Nymphenburger Kanal und zurück stattfand. Ebenfalls zum Rahmenprogramm gehört der mini-marathon für Kinder und Jugendliche, die den ersten und letzten Kilometer der Marathonstrecke zurücklegen und ins Olympiastadion einlaufen. Rund 50.000 Leute besuchen jährlich die angeschlossene GMM Sportmesse in der großen Olympiahalle.
Von 2012 bis 2014 wurde in München die Deutsche Meisterschaft im Marathonlauf ausgetragen. 2015 feierte der München Marathon seine 30. Auflage mit 22.825 Startern aus 58 Nationen.
Die beiden schnellsten Frauen des Rennens von 2016 – die damalige Siegerin Latifa Schuster und die zweitplatzierte Anne Lupke aus Hamburg – wurden nach dem Rennen des Dopings überführt. Dadurch wurde der Drittplatzierten Cornelia Wieland nachträglich die Goldmedaille zugesprochen.
Ab 2018 war die Generali Versicherung AG Titelsponsor des München Marathons. Der Flughafen München und die BMW Group sind ebenfalls bedeutende Sponsoren.
Seit 2020 trägt die Veranstaltung das Bronze-Label der Wold Athletics. 2020 sollte der Marathon auf Grund der Corona-Pandemie zunächst unter dem Motto „2020 amoi anders – 30 KM“ als gekürzter Lauf ausgetragen werden. Das Rennen musste letztendlich jedoch abgesagt werden.
Im Rahmen des 35. München Marathon wurden 2021 die Deutschen Meisterschaften über die Marathonstrecke ausgetragen. Auf Grund von Anpassungen des Veranstaltungs- und Hygienekonzepts wurde die Streckenführung angepasst. Die Läufer mussten dabei statt einer großen Runde zweimal die Halbmarathonstrecke durch den Englischen Garten absolvieren. Außerdem fand keine Marathon-Staffel statt. Beim parallel stattfindenden 10 km Lauf stellte Hanna Klein einen neuen Streckenrekord auf.

## Vergabe
Nach den vom Münchner Stadtrat erlassenen Veranstaltungsrichtlinien, darf in München pro Jahr nur ein Marathonlauf stattfinden, da die Sperrungen weitreichend in den Straßenverkehr eingreifen. Das Kreisverwaltungsreferat wurde dazu angewiesen, jeweils für 2 Jahre ein Ausschreibungsverfahren durchzuführen und die Veranstaltung an einen Veranstalter zu vergeben. Bis einschließlich zur Vergabe der Veranstaltungen 2023 und 2024 wurde der Zuschlag jedes Mal an die München Marathon GmbH mit deren Geschäftsführer Gernot Weigl erteilt. Bei der Vergabe der Veranstaltungen 2025 und 2026 konkurrierten 3 Bewerber um das Veranstaltungsrecht. Die beabsichtigte Vergabe sowie der Zuschlag an einen neuen Veranstalter führt zu mehrmonatigen Rechtsstreiten zwischen den Bewerbern und der Stadt München. Schließlich entschied der Bayerische Verwaltungsgerichtshof im Juli 2025 abschließend, dass die Marathons im Oktober 2025 und 2026 von der Laufstatt Event gGmbH veranstaltet werden dürfen.

## Strecke

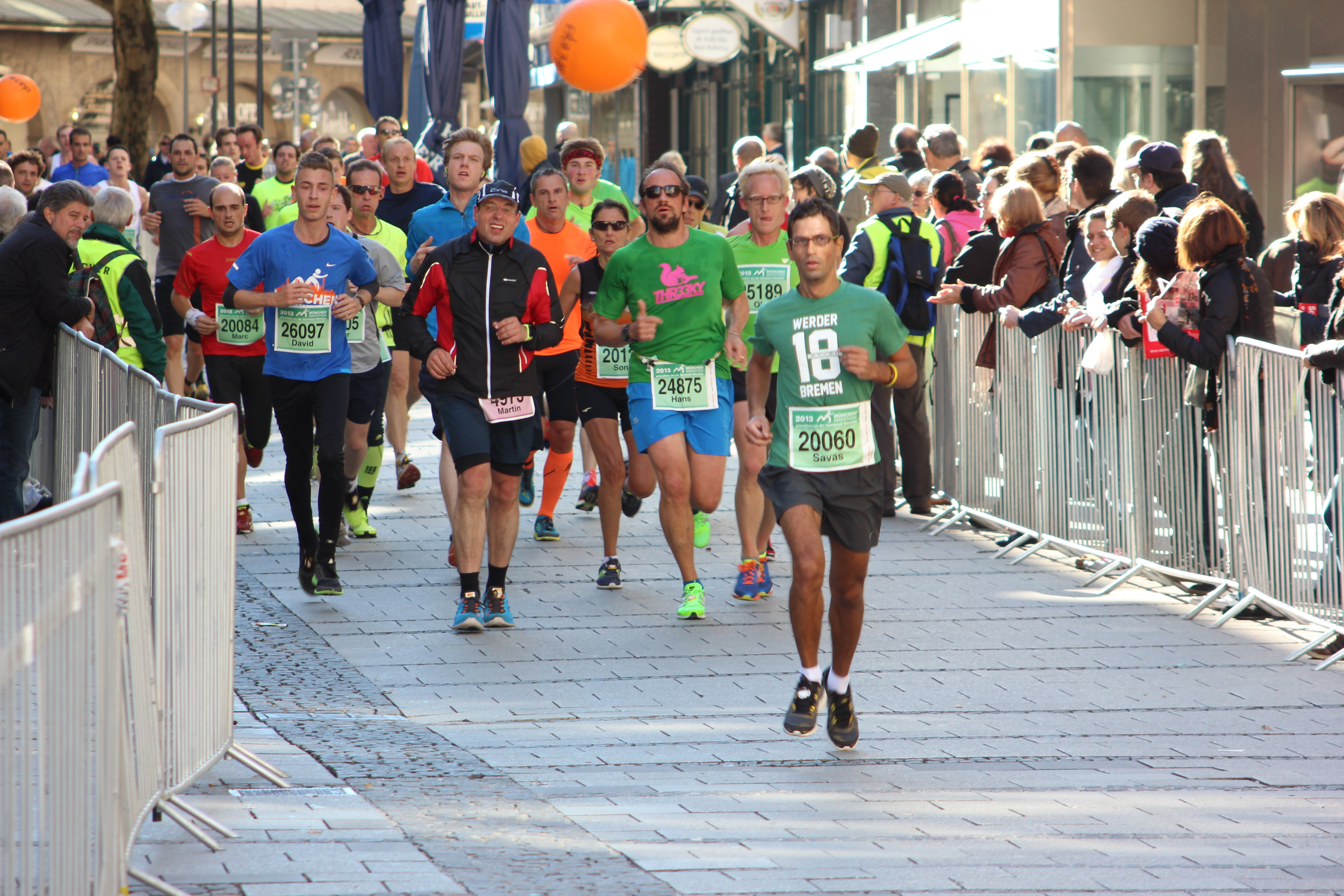
Läuferfeld am Marienplatz, 2013

Der Start des Marathons sowie des 10-km-Laufs erfolgt am Coubertinplatz im Olympiapark. Von dort geht es über den Spiridon-Louis-Ring, die Ackermannstraße, die Elisabethstraße und Franz-Joseph-Straße zur Leopoldstraße. Seit 2019 führt die Marathonstrecke und ab 2020 auch die 10-km-Laufstrecke am Siegestor vorbei und über die Ludwigstraße durch die Maxvorstadt. Hier verläuft die Strecke an bekannten Bauten und Plätzen, wie der Pinakothek, dem Karolinenplatz und dem Königsplatz vorbei. Zurück über die Theresienstraße sind die 10-km-Läufer an der 10 km Marke mit Blick auf den Odeonsplatz im Ziel.
Die Marathonläufer biegen wieder auf die Ludwigstraße in Richtung Nord-Schwabing und den Englischen Garten ein. Am Aumeister ist der nördlichste Punkt der Strecke erreicht. Danach geht es südwärts am Seehaus des Kleinhesseloher Sees und dem Chinesischen Turm vorbei. Über die Max-Joseph-Brücke quert man die Isar und gelangt über den einzig nennenswerten Anstieg der ansonsten flachen Strecke nach Bogenhausen. Weiter nördlich in Oberföhring beschreibt die Strecke einen Bogen und verläuft über die Cosimastraße in Richtung Süden nach Berg am Laim. Hinter dem Ostbahnhof biegt man in die Rosenheimer Straße ein, der man westwärts in Richtung Zentrum folgt.
Über zwei Drittel der Strecke (34 km) sind zurückgelegt, wenn man über die Ludwigsbrücke am Deutschen Museum wieder auf das linke Ufer der Isar gelangt. Es folgt eine „Sightseeing“-Schleife durch die Altstadt mit Isartor, Viktualienmarkt, Marienplatz, Odeonsplatz, bis man bei km 37 wieder am Siegestor eintrifft und die ersten Kilometer der Strecke in umgekehrter Richtung wiederholt, um am Ende zum Ziel im Olympiastadion abzubiegen.
Der Halbmarathon verläuft auf der zweiten Hälfte des Marathonkurses vom Chinesischen Turm bis ins Olympiastadion.

## Statistik

### Streckenrekorde
Marathon
- Männer: 2:07:28 h, Philimon Kipchumba (KEN), 2022
- Frauen: 2:23:26 h, Agnes Keino (KEN), 2022

Halbmarathon
- Männer: 1:04:37 h, Adane Belete Wuletaw (GER), 2023
- Frauen: 1:13:02 h, Susanne Hahn (GER), 2011

10 km
- Männer: 28:51 min, Suldan Hassan (SWE), 2023
- Frauen: 32:10 min, Hanna Klein (GER), 2021

### Siegerliste

#### Marathon
Quelle für Ergebnisse vor 2002: ARRS Spiridon
| Datum         | Männer                 | Nation                          | Zeit                   | Frauen                    | Nation                 | Zeit                   |
| ------------- | ---------------------- | ------------------------------- | ---------------------- | ------------------------- | ---------------------- | ---------------------- |
| 13. Okt. 2024 | Nehemiah Kipyegon      | Kenia                           | 2:10:02                | Asmare Beyene Assefa      | Äthiopien              | 2:29:44                |
| 8. Okt. 2023  | Bernard Muia           | Kenia                           | 2:09:17                | Catherine Cherotich       | Kenia                  | 2:31:34                |
| 9. Okt. 2022  | Philimon Kipchumba SR  | Kenia                           | 2:07:28                | Agnes Keino SR            | Kenia                  | 2:23:26                |
| 10. Okt. 2021 | Alexander Hirschhäuser | Deutschland                     | 2:18:38                | Corinna Harrer            | Deutschland            | 2:43:11                |
| 11. Okt. 2020 | Veranstaltung abgesagt | Veranstaltung abgesagt          | Veranstaltung abgesagt | Veranstaltung abgesagt    | Veranstaltung abgesagt | Veranstaltung abgesagt |
| 13. Okt. 2019 | Andreas Straßner -2-   | Deutschland                     | 2:28:51                | Alexandra Morozova        | Russland               | 2:47:58                |
| 14. Okt. 2018 | Andreas Straßner       | Deutschland                     | 2:27:58                | Susanne Schreindl         | Deutschland            | 2:49:38                |
| 8. Okt. 2017  | Mario Wernsdörfer      | Deutschland                     | 2:27:50                | Bianca Meyer              | Deutschland            | 2:49:35                |
| 9. Okt. 2016  | Oliver Herrmann        | Deutschland                     | 2:27:10                | Coco Wieland              | Deutschland            | 2:57:16                |
| 11. Okt. 2015 | Florian Stelzle        | Deutschland                     | 2:29:57                | Julia Viellehner          | Deutschland            | 2:40:27                |
| 12. Okt. 2014 | Tobias Schreindl       | Deutschland                     | 2:21:50                | Steffi Volke              | Deutschland            | 2:44:40                |
| 13. Okt. 2013 | Frank Schauer          | Deutschland                     | 2:18:56                | Silke Optekamp            | Deutschland            | 2:41:50                |
| 14. Okt. 2012 | Jan Simon Hamann       | Deutschland                     | 2:19:46                | Susanne Hahn              | Deutschland            | 2:32:11                |
| 9. Okt. 2011  | Richard Friedrich      | Deutschland                     | 2:19:27                | Bernadette Pichlmaier -2- | Deutschland            | 2:38:02                |
| 10. Okt. 2010 | Andrij Naumow -2-      | Ukraine                         | 2:18:23                | Bernadette Pichlmaier     | Deutschland            | 2:35:28                |
| 11. Okt. 2009 | Maksym Salij           | Ukraine                         | 2:28:13                | Luzia Schmid              | Schweiz                | 2:53:16                |
| 12. Okt. 2008 | Steffen Justus         | Deutschland                     | 2:21:38                | Melanie Hohenester        | Deutschland            | 2:49:20                |
| 14. Okt. 2007 | Falk Cierpinski        | Deutschland                     | 2:25:26                | Cornelia Firsching -2-    | Deutschland            | 2:56:33                |
| 8. Okt. 2006  | Matthias Körner        | Deutschland                     | 2:21:55                | Carmen Siewert            | Deutschland            | 2:47:22                |
| 9. Okt. 2005  | Hermann Achmüller      | Italien                         | 2:24:28                | Cornelia Firsching        | Deutschland            | 2:54:03                |
| 10. Okt. 2004 | Reinhard Harrasser     | Italien                         | 2:21:21                | Christine Lelan           | Frankreich             | 2:46:18                |
| 12. Okt. 2003 | Gamachu Roba           | Äthiopien                       | 2:19:26                | Silke Fersch -2-          | Deutschland            | 2:44:59                |
| 13. Okt. 2002 | Jonathan Wyatt         | Neuseeland                      | 2:23:19                | Silke Fersch              | Deutschland            | 2:46:18                |
| 14. Okt. 2001 | Andrij Naumow          | Ukraine                         | 2:13:57                | Valentina Delion          | Moldau                 | 2:43:41                |
| 15. Okt. 2000 | Michael Kite           | Kenia                           | 2:09:46                | Elżbieta Jarosz           | Polen                  | 2:37:34                |
| 5. Mai 1996   | Lars Andervang         | Schweden                        | 2:19:11                | Maria Bak                 | Deutschland            | 2:41:56                |
| 14. Mai 1995  | Zoltán Holba           | Ungarn                          | 2:18:42                | Karin Steiger             | Deutschland            | 2:47:43                |
| 15. Mai 1994  | Gidamis Shahanga -2-   | Tansania                        | 2:17:27                | Swetlana Kassatkina       | Russland               | 2:53:45                |
| 9. Mai 1993   | Gidamis Shahanga       | Tansania                        | 2:14:28                | Fátima Neves              | Portugal               | 2:39:34                |
| 3. Mai 1992   | Ivan Uvízl             | Tschechien                      | 2:14:28                | Birgit Lennartz           | Deutschland            | 2:39:17                |
| 5. Mai 1991   | João Alves de Souza    | Brasilien                       | 2:15:34                | Karolina Szabó            | Ungarn                 | 2:33:09                |
| 6. Mai 1990   | Steffen Dittmann       | Deutsche Demokratische Republik | 2:13:47                | Charlotte Teske           | Deutschland            | 2:33:12                |
| 23. Apr. 1989 | Herbert Steffny        | BR Deutschland                  | 2:11:30                | Janet Mayal -2-           | Brasilien              | 2:37:04                |
| 8. Mai 1988   | Ernest Tjela           | Lesotho                         | 2:12:55                | Janet Mayal               | Brasilien              | 2:42:34                |
| 17. Mai 1987  | Ahmet Altun            | Türkei                          | 2:13:37                | Angelika Dunke            | BR Deutschland         | 2:40:59                |
| 4. Mai 1986   | István Kerékjártó      | Ungarn                          | 2:17:46                | Olivia Grüner -2-         | BR Deutschland         | 2:38:51                |
| 28. Apr. 1985 | Marjan Krempl          | Jugoslawien                     | 2:19:30                | Olivia Grüner             | BR Deutschland         | 2:45:52                |
| 6. Mai 1984   | Karel Lismont          | Belgien                         | 2:12:50                | Christa Vahlensieck -2-   | Deutschland            | 2:38:50                |
| 8. Mai 1983   | Kjell-Erik Ståhl       | Schweden                        | 2:13:33                | Christa Vahlensieck       | Deutschland            | 2:33:45                |

#### Halbmarathon
| Datum | Männer                  | Nation                 | Zeit                   | Frauen                 | Nation                 | Zeit                   |
| ----- | ----------------------- | ---------------------- | ---------------------- | ---------------------- | ---------------------- | ---------------------- |
| 2023  | Adane Belete Wuletaw SR | Deutschland            | 1:04:37                | Svenja Ojstersek       | Deutschland            | 1:14:24                |
| 2022  | Lennart Nies            | Deutschland            | 1:08:54                | Carolin Kirtzel        | Deutschland            | 1:14:40                |
| 2021  | Thomas Kotissek         | Deutschland            | 1:09:16                | Maria Kerres           | Deutschland            | 1:15:44                |
| 2020  | Veranstaltung abgesagt  | Veranstaltung abgesagt | Veranstaltung abgesagt | Veranstaltung abgesagt | Veranstaltung abgesagt | Veranstaltung abgesagt |
| 2019  | Luis Carlos Rivero      | Guatemala              | 1:08:31                | Susanne Schreindl -3-  | Deutschland            | 1:19:56                |
| 2018  | Salvatore Gambino       | Italien                | 1:09:59                | Sophie Hardy           | Belgien                | 1:21:18                |
| 2017  | Tobias Schreindl -2-    | Deutschland            | 1:08:13                | Susanne Schreindl -2-  | Deutschland            | 1:19:54                |
| 2016  | Seed Egasso Wondemagen  | Äthiopien              | 1:07:34                | Nora Schmitz           | Deutschland            | 1:20:25                |
| 2015  | Tobias Schreindl        | Deutschland            | 1:06:45                | Susanne Ölhorn         | Deutschland            | 1:21:18                |
| 2014  | Gianluca Borghesi       | Italien                | 1:08:29                | Teresa Montrone        | Italien                | 1:19:03                |
| 2013  | Valentin Unterholzner   | Deutschland            | 1:07:21                | Corinna Harrer         | Deutschland            | 1:14:03                |
| 2012  | Sören Kah -3-           | Deutschland            | 1:04:42                | Ingalena Heuck         | Deutschland            | 1:21:35                |
| 2011  | Sören Kah -2-           | Deutschland            | 1:07:07                | Susanne Hahn SR        | Deutschland            | 1:13:02                |
| 2010  | Sören Kah               | Deutschland            | 1:07:31                | Bianca Meyer           | Deutschland            | 1:21:38                |

#### 10 km
| Datum | Männer                 | Nation                 | Zeit                   | Frauen                 | Nation                 | Zeit                   |
| ----- | ---------------------- | ---------------------- | ---------------------- | ---------------------- | ---------------------- | ---------------------- |
| 2023  | Suldan Hassan SR       | Schweden               | 28:51                  | Adissalem Sleshi Alemu | Deutschland            | 33:42                  |
| 2022  | Nick Jäger             | Deutschland            | 29:50                  | Franziska Drexler      | Deutschland            | 34:41                  |
| 2021  | Maximilian Thorwirth   | Deutschland            | 30:29                  | Hanna Klein SR         | Deutschland            | 32:10                  |
| 2020  | Veranstaltung abgesagt | Veranstaltung abgesagt | Veranstaltung abgesagt | Veranstaltung abgesagt | Veranstaltung abgesagt | Veranstaltung abgesagt |
| 2019  | Andrey Karpin          | Russland               | 32:59                  | Tina Fischl -3-        | Deutschland            | 36:22                  |
| 2018  | Max Weigand            | Deutschland            | 32:09                  | Jule Vetter            | Deutschland            | 36:36                  |
| 2017  | Clemens Bleistein      | Deutschland            | 30:37                  | Andrea Meier           | Schweiz                | 35:47                  |
| 2016  | Julio Del Val Gonzales | Spanien                | 31:32                  | Laura Smith            | Vereinigtes Königreich | 35:40                  |
| 2015  | Sebastian Hallmann -3- | Deutschland            | 31:28                  | Tina Fischl -2-        | Deutschland            | 35:05                  |
| 2014  | Sebastian Nadler       | Deutschland            | 31:48                  | Tina Fischl            | Deutschland            | 35:15                  |
| 2013  | Matthew Coloe          | Australien             | 31:14                  | Julia Leenders         | Deutschland            | 35:37                  |
| 2012  | Tobias Gröbl           | Deutschland            | 30:53                  | Veronica Clio Pohl     | Deutschland            | 34:48                  |
| 2011  | Joseph Katib -2-       | Deutschland            | 31:31                  | Christine Schleifer    | Deutschland            | 34:55                  |
| 2010  | Joseph Katib           | Deutschland            | 31:39                  | Julia Viellehner -2-   | Deutschland            | 34:22                  |
| 2009  | Sebastian Hallmann -2- | Deutschland            | 31:31                  | Julia Viellehner       | Deutschland            | 35:09                  |
| 2008  | Sebastian Hallmann     | Deutschland            | 30:09                  | Julia Weniger          | Deutschland            | 39:18                  |
| 2007  | Joram Lesoipa          | Kenia                  | 31:26                  | Lisa Reisinger         | Deutschland            | 35:45                  |
| 2006  | André Green            | Deutschland            | 31:04                  | Heidi Jesberger        | Deutschland            | 38:51                  |

### Entwicklung der Finisherzahlen
Quelle für Zahlen vor 2000: Spiridon, 2000, 2001
| Jahr | Marathon                                                           | davon Frauen                                                       | Marathon-Staffel                                                   | Halbmarathon                                                       | davon Frauen                                                       | 10 km                                                              | davon Frauen                                                       |
| ---- | ------------------------------------------------------------------ | ------------------------------------------------------------------ | ------------------------------------------------------------------ | ------------------------------------------------------------------ | ------------------------------------------------------------------ | ------------------------------------------------------------------ | ------------------------------------------------------------------ |
| 2024 | 5013                                                               | 1096                                                               | 748 × 4                                                            | 9847                                                               | 3952                                                               | 2856                                                               | 1377                                                               |
| 2022 | 3165                                                               | 686                                                                | 398 × 4                                                            | 5696                                                               | 1996                                                               | 2141                                                               | 1027                                                               |
| 2021 | 2489                                                               | 467                                                                | ---                                                                | 4502                                                               | 1522                                                               | 1535                                                               | 691                                                                |
| 2020 | Auf Grund der Corona-Pandemie abgesagt; Ersatz als virtueller Lauf | Auf Grund der Corona-Pandemie abgesagt; Ersatz als virtueller Lauf | Auf Grund der Corona-Pandemie abgesagt; Ersatz als virtueller Lauf | Auf Grund der Corona-Pandemie abgesagt; Ersatz als virtueller Lauf | Auf Grund der Corona-Pandemie abgesagt; Ersatz als virtueller Lauf | Auf Grund der Corona-Pandemie abgesagt; Ersatz als virtueller Lauf | Auf Grund der Corona-Pandemie abgesagt; Ersatz als virtueller Lauf |
| 2019 | 4226                                                               | 946                                                                | 751 × 4                                                            | 6868                                                               | 2514                                                               | 2915                                                               | 1348                                                               |
| 2018 | 4797                                                               | 965                                                                | 701 × 4                                                            | 6818                                                               | 2466                                                               | 2988                                                               | 1482                                                               |
| 2017 | 4353                                                               | 920                                                                | 632 × 4                                                            | 6612                                                               | 2662                                                               | 2695                                                               | 1332                                                               |
| 2016 | 4881                                                               | 992                                                                | 690 × 4                                                            | 7930                                                               | 2401                                                               | 3247                                                               | 1293                                                               |
| 2015 | 5904                                                               | 1200                                                               | 609 × 4                                                            | 7191                                                               | 2782                                                               | 3255                                                               | 1576                                                               |
| 2014 | 6225                                                               | 1276                                                               | 118 × 4                                                            | 6769                                                               | 1949                                                               | 4016                                                               | 1543                                                               |
| 2013 | 6465                                                               | 01258                                                              | 119 × 4                                                            | 4796                                                               | 1781                                                               | 2849                                                               | 1277                                                               |
| 2012 | 6084                                                               | 1163                                                               | 472 × 4                                                            | 4080                                                               | 1510                                                               | 2641                                                               | 1121                                                               |
| 2011 | 4772                                                               | 0871                                                               | 399 × 4                                                            | 4929                                                               | 1613                                                               | 1859                                                               | 888                                                                |
| 2010 | 6413                                                               | 1221                                                               | 327 × 5                                                            | 4817                                                               | 1650                                                               | 2206                                                               | 981                                                                |
| 2009 | 5399                                                               | 0959                                                               | 208 × 5                                                            | ---                                                                | ---                                                                | 2103                                                               | 815                                                                |
| 2008 | 5733                                                               | 0957                                                               | 133 × 5                                                            | ---                                                                | ---                                                                | 1715                                                               | 657                                                                |
| 2007 | 6795                                                               | 1203                                                               | 17 × 5                                                             | ---                                                                | ---                                                                | 1752                                                               | 660                                                                |
| 2006 | 7161                                                               | 1388                                                               |                                                                    | ---                                                                | ---                                                                | 1411                                                               | 576                                                                |
| 2005 | 7465                                                               | 1319                                                               |                                                                    | ---                                                                | ---                                                                | ---                                                                | ---                                                                |
| 2004 | 9041                                                               | 1533                                                               |                                                                    | ---                                                                | ---                                                                | ---                                                                | ---                                                                |
| 2003 | 8400                                                               | 1263                                                               |                                                                    | ---                                                                | ---                                                                | ---                                                                | ---                                                                |
| 2002 | 7215                                                               | 1125                                                               |                                                                    | ---                                                                | ---                                                                | ---                                                                | ---                                                                |
| 2001 | 5113                                                               | 0677                                                               |                                                                    | ---                                                                | ---                                                                | ---                                                                | ---                                                                |
| 2000 | 4990                                                               | 0590                                                               |                                                                    | ---                                                                | ---                                                                | ---                                                                | ---                                                                |
| 1996 | 3360                                                               | 0299                                                               |                                                                    | ---                                                                | ---                                                                | ---                                                                | ---                                                                |
| 1995 | 3626                                                               | 0315                                                               |                                                                    | ---                                                                | ---                                                                | ---                                                                | ---                                                                |
| 1994 | 4216                                                               | 0299                                                               |                                                                    | ---                                                                | ---                                                                | ---                                                                | ---                                                                |
| 1993 | 4171                                                               | 0308                                                               |                                                                    | ---                                                                | ---                                                                | ---                                                                | ---                                                                |
| 1992 | 5074                                                               | 0404                                                               |                                                                    | ---                                                                | ---                                                                | ---                                                                | ---                                                                |
| 1991 | 5624                                                               | 0314                                                               |                                                                    | ---                                                                | ---                                                                | ---                                                                | ---                                                                |
| 1990 | 6340                                                               | 0420                                                               |                                                                    | ---                                                                | ---                                                                | ---                                                                | ---                                                                |
| 1989 | 5780                                                               | 0333                                                               |                                                                    | ---                                                                | ---                                                                | ---                                                                | ---                                                                |
| 1988 | 6530                                                               | 0324                                                               |                                                                    | ---                                                                | ---                                                                | ---                                                                | ---                                                                |
| 1987 | 6641                                                               | 0358                                                               |                                                                    | ---                                                                | ---                                                                | ---                                                                | ---                                                                |
| 1986 | 5856                                                               | 0295                                                               |                                                                    | ---                                                                | ---                                                                | ---                                                                | ---                                                                |
| 1985 | 4100                                                               | 0172                                                               |                                                                    | ---                                                                | ---                                                                | ---                                                                | ---                                                                |
| 1984 | 3797                                                               | 0176                                                               |                                                                    | ---                                                                | ---                                                                | ---                                                                | ---                                                                |
| 1983 | 1879                                                               | ???                                                                |                                                                    | ---                                                                | ---                                                                | ---                                                                | ---                                                                |